# أكرديس (الحفاية)
أكرديس هو دُوَّار يقع بجماعة سيدي أحمد أو عمرو، إقليم تارودانت، جهة سوس ماسة في المملكة المغربية. ينتمي الدوّار لمشيخة الحفاية التي تضم 8 دواوير. يقدر عدد سكانه بـ 434 نسمة حسب الإحصاء الرسمي للسكان والسكنى لسنة 2004.

## روابط خارجية
- البوابة الوطنية للجماعات الترابية
- المندوبية السامية للتخطيط